# Consoană labială
O consoană labială este o consoană în cadrul cărei articulări se folosesc ambele buze (articulare bilabială) sau buza inferioară și dinții superioară (articulare labiodentală). [m] este o bilabială nazală, [b] și [p] sunt bilabiale oclusive (numite și explosive) și [v] și [f] sunt labiodentale fricative.
Consoanele labiale se clasifică în două subgrupe de articulare:
- Consoane labiodentale
- Consoane bilabiale